# Trójca (województwo podkarpackie)
Trójca – osada leśna w Polsce, położona w województwie podkarpackim, w powiecie bieszczadzkim, w gminie Ustrzyki Dolne.

## Historia
W połowie XIX wieku właścicielami posiadłości tabularnej w Trójcy byli Antoni i Józef Tyszkowscy. 
W II Rzeczypospolitej wieś w powiecie dobromilskim województwa lwowskiego. W 1945 nacjonaliści ukraińscy z OUN-UPA zamordowali tutaj 7 Polaków.
Do 1947 miejscowość była dużą wsią. Położona nad rzeką Wiar i jego dopływem Jamninką, na terenie Pogórza Przemyskiego. Po II wojnie cała ludność została wysiedlona w ramach akcji „Wisła” lub deportowana do ZSRR.
We wsi znajdowała się drewniana Cerkiew Świętej Trójcy, zbudowana w roku 1763, odnowiona w roku 1937. Cerkiew została zniszczona przez wojsko w 1972 na osobiste polecenie premiera Piotra Jaroszewicza. 
Teren dawnej wsi został włączony do rządowego kompleksu Ośrodka Rady Ministrów w Arłamowie powstałego na początku lat 60. XX wieku i rozbudowanego na początku lat 70. Trójca jako Ośrodek Łowiecko-Wypoczynkowy została wybudowana w 1973. Gościli tu Edward Gierek, Piotr Jaroszewicz, Valéry Giscard d’Estaing, a w marcu 1975 Josip Broz-Tito. 
Po ośrodku pozostały cztery drewniane wille w stylu zakopiańskim, staw rybny, oraz pozostałości wojskowego gospodarstwa rolnego JW Nr 2667 w Kwaszeninie.

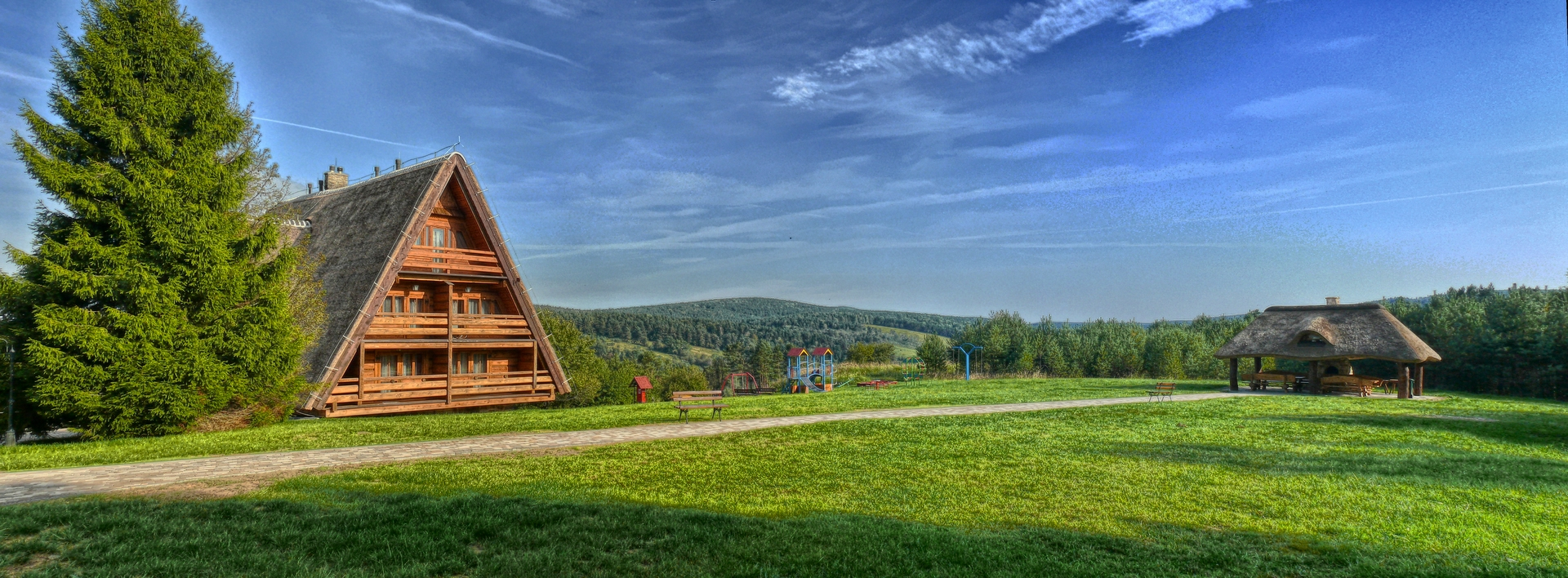
Willa z czasów

Część zabudowań przejął ośrodek Caritas, przeznaczony dla wypoczynku ubogiej młodzieży. Obecnie zabudowania zostały przejęte przez Hotel „Arłamów SA”.

## Demografia historyczna
- 1785 – 416 grekokatolików, 24 rzymskich katolików, 10 żydów

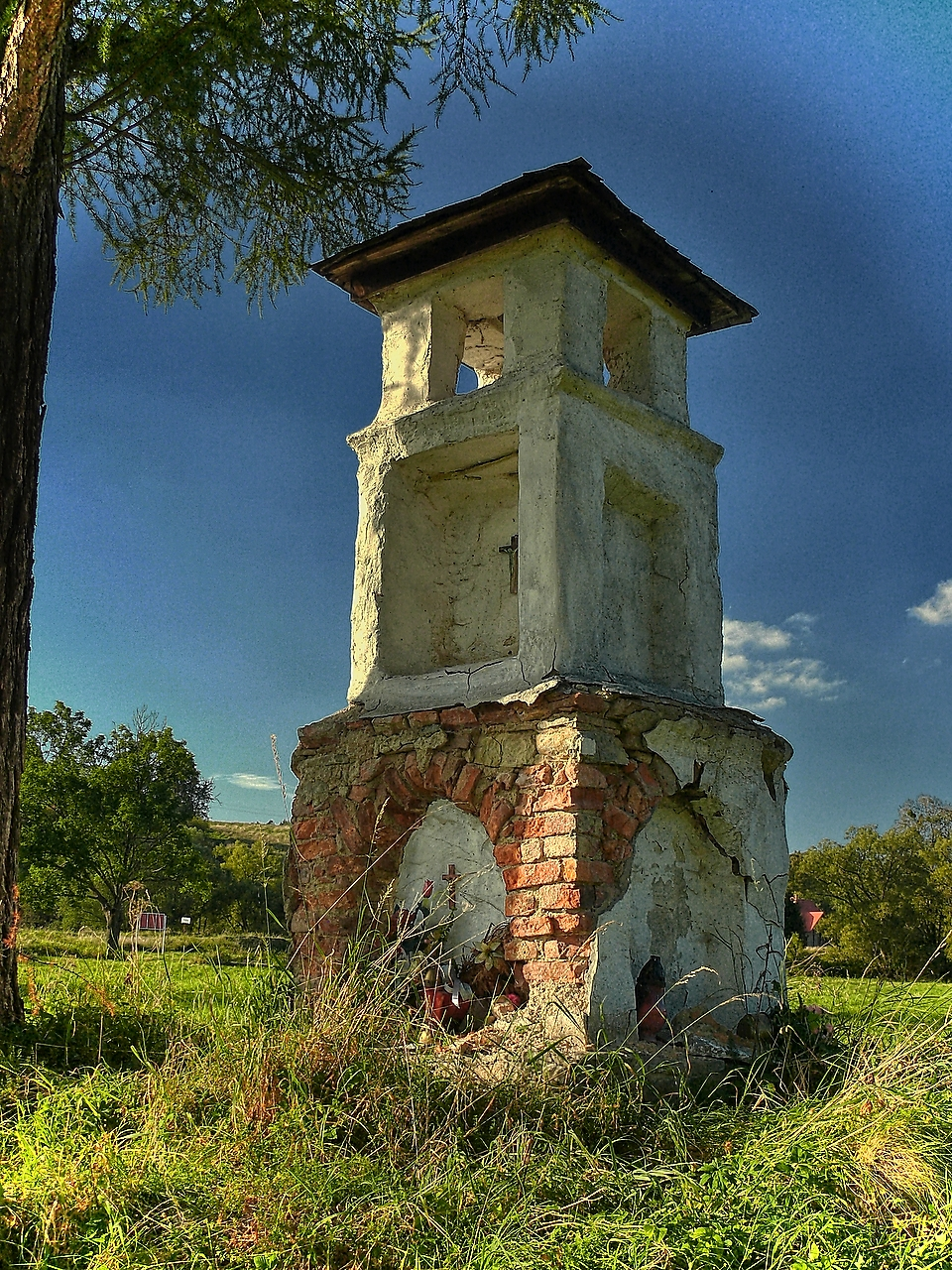
kapliczka

- 1840 – 479 grekokatolików
- 1859 – 419 grekokatolików
- 1879 – 442 grekokatolików
- 1899 – 498 grekokatolików
- 1926 – 610 grekokatolików
- 1938 – 723 grekokatolików

## Zabytki
Wykaz zabytków nieruchomych wpisanych do rejestru zabytków Narodowego Instytutu Dziedzictwa:
- drewniana cerkiew greckokatolicka pw. Świętej Trójcy z 1792 r., przebudowana w XIX w., nr rej.: A-129 z 7.03.1969 r.(nie istnieje)
- drewniana dzwonnica, nr rej. jw. (nie istnieje)
- cmentarz cerkiewny, nr rej. jw.